# Tajna Luzitanije
Tajna "Luzitanije" je 10. epizoda strip edicije Marti Misterija. U SR Srbiji, tada u sastavu SFRJ, ova epizoda je objavljena prvi put u aprilu 1984. godine kao vanredno izdanje Lunov magnus stripa #10. u izdanju Dnevnika iz Novog Sada. Cena sveske bila je 60 dinara (1,55 DEM; 0,58 $).Ovo je 2. deo duže epizode koja je zapoečela u #9.

### Konfuzija sa naslovima svezaka
Redakcija Dnevnika je ovoj svesci dala naziv Bermudski trougao, iako je u originalnoj verziji taj naziv bio rezervisan za 1. deo epizode, koji je objavljen u VLMS #9. Na originalnoj naslovnoj stranici, koju je preuzeo Dnevnik, stajao je naslov Tajna "Luzitanije".

## Marti Misterija kao posebno izdanje LMS
U vreme kada je ova epizoda objavljena prvi put u bivšoj Jugoslaviji, Marti Misterija je još uvek izlazio kao posebno izdanje LMS smenjujući se sa stripom Đil (koji je prestao da izlazi posle #12). Smenjivanje je bilo pravilo kako na naslovnoj strani, tako i u pogledu redosleda epizoda. Na jednoj svesci bi na naslovnoj strani bio Đil, a na drugoj Marti Misterija. U jednom broju bi prvi strip bio Đil, a u narednoj Marti Misterija. Otuda naslovne strane epizoda #1, 3, 5, 7, 9 i 11 Marti Misterije nikada nisu objavljene u bivšoj Jugoslaviji.
Cela sveska #10. imala je ukupno 198 strana, dok se ova epizoda nalazila na stranama 3-98. U prvom delu sveske nalazila se epizoda Đila pod nazivom Rodeo (str. 3-98), dok se na stranama 99-194 nalazila epizoda stripa Đil pod nazivom Kuća duhova.

## Originalna epizoda
Ova epizoda je premijerno objavljena 01. januara 1983. u Italiji pod nazivom Il segreto del 'Lusitania' za izdavačku kuću Boneli (Italija). Cena je bila 800 lira ($0,56; 1,39 DEM). Epizodu je nacrtao Franko Binjoti (Franco Bignotti) i Anđelo Marija Riči (Angelo Maria Ricci), a scenario je napisao Alfredo Kasteli (A. Castelli). Naslovnu stranu nacrtao je Đankarlo Alesandrini.

## Reprize ove epizode
U Srbiji je ova epizoda reprizirana u knjizi #2 kolekcionarske edicije Biblioteka Marti Mistrija koju je objavio Veseli četvrtak, 30.4.2015. U Italiji je epizoda prvi put reprizirana u januaru i februaru 1990. godine u okviru edicije Tutto Martyn Mystere, dok je u Hrvatskoj prvi put reprizirana u izdanju Libelusa 15.10.2007.

## Prethodna i naredna sveska vanrednog izdanja LMS
Prethodna sveska nosila je naziv Bermudski trougao (#9), a naredna U senci Teotiuakana (#11).